# Craterul Liverpool

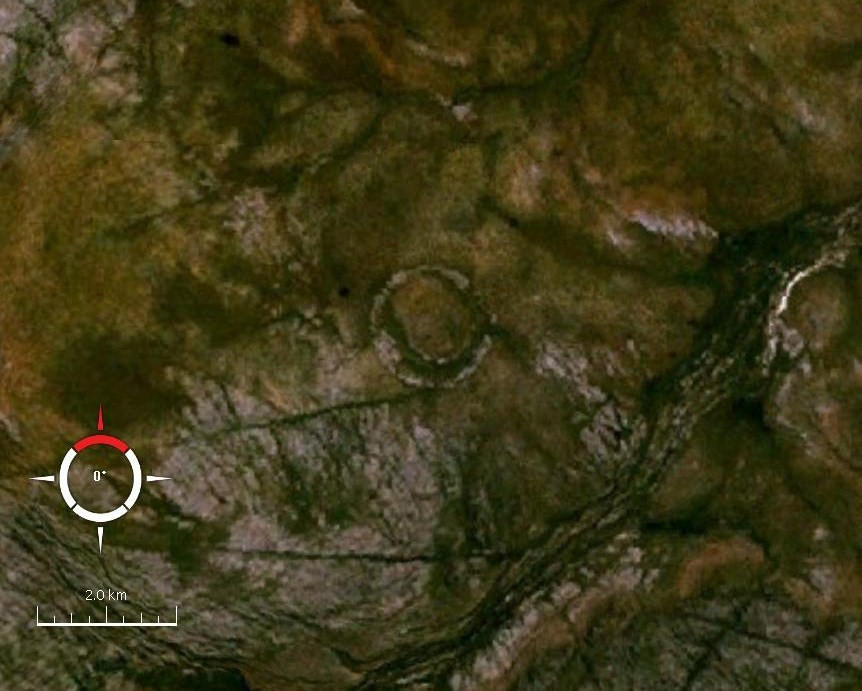
Imagine Landsat a craterului.

Liverpool este un crater de impact meteoritic în Teritoriul de Nord, Australia.

## Date generale
A fost numit după râul Liverpool din apropiere. Craterul este situat la distanță și este greu de accesat. Craterul are o ridicătură, aproape circulară, care are în medie aproximativ 1,6 km în diametru. Acesta a fost pentru prima dată observat de către geologi în timpul cartografierii geologice din anii 1960, și, deși originea de impact a fost considerată posibilă, acest lucru nu a fost confirmat decât la un studiu mai detaliat realizat în 1970.
Vârsta sa este estimată la 1.000 - 543 milioane ani (Neoproterozoic).